# Orthion veracruzense
Orthion veracruzense là một loài thực vật có hoa trong họ Hoa tím. Loài này được Lundell mô tả khoa học đầu tiên năm 1984.